# Тасманово море
Тасма́ново мо́ре (англ. Tasman Sea) — водное пространство, разделяющее Австралию и Новую Зеландию, кратчайшее расстояние между которыми составляет примерно 1670 км.
Тасманово море расположено в юго-западной части Тихого океана. Если исключить прибрежные моря Антарктиды, это самое южное море тихоокеанского бассейна.
Море имеет очень большую глубину, так как на его дне имеется Восточно-Австралийская котловина, максимальная глубина которой превышает 6000 м.

## География
Ширина Тасманова моря составляет 2250 километров, площадь — 2 300 000 квадратных километров. Максимальная глубина моря составляет 5493 метров. Основание моря состоит из глобигеринового ила. К югу от Новой Каледонии находится небольшая зона птероподового ила, а к югу от 30° ю. ш. встречается радиоляриевый ил.

### Границы
Международная гидрографическая организация определяет границы Тасманова моря следующим образом:
- На западе: Линия от острова Габо[англ.] (около мыса Хау[англ.], 37°30′ ю. ш.) до северо-восточной точки острова Ист-Систер (148° в. д.), далее по 148-му меридиану до острова Флиндерс; за этим островом линия, идущая к востоку от отмелей Ванситтарт до острова Кейп-Баррен, и от мыса Баррен (самой восточной точки острова Кейп-Баррен) до Эддистоун-Пойнт (41° ю. ш.) в Тасмании, далее вдоль восточного побережья до Саут-Ист-Кейп, южной точки Тасмании[5].
- На севере: 30-я параллель южной широты от побережья Австралии на восток до линии, соединяющей восточные оконечности рифа Элизабет[англ.] и скалы Саут-Ист (31°47′ ю. ш. 159°18′ в. д.), затем на юг по этой линии до скалы Саут-Ист, выступающей из острова Лорд-Хау[5].
- На северо-востоке: От скалы Саут-Ист острова Лорд-Хау до северной точки островов Три-Кингс (34°10′ ю. ш. 172°10′ в. д.), далее до Северного мыса[англ.] в Новой Зеландии[5].
- На востоке:
  - В проливе Кука: Линия, соединяющая южную оконечность мели у мыса Паллисер (Нгави[англ.]) и маяк на мысе Кэмпбелл (Те Карака)[5].
  - В проливе Фово (46°45′ ю. ш.): Линия, соединяющая маяк на точке Вайпапа (168°33′ в. д.) с Ист-Хед (47°02′ ю. ш.) острова Стьюарт[5].
- На юго-востоке: Линия, идущая от юго-западного мыса острова Стьюарт через Снэрс (48° ю. ш., 166°30′ в. д.) к северо-западному мысу острова Окленд (50°30′ ю. ш., 166°10′ в. д.), и через этот остров к его южной точке[5].
- На юге: Линия, соединяющая южную точку острова Окленд (50°55′ ю. ш. 166°0′ в. д.) с Саут-Ист-Кейп, южной точкой Тасмании[5].

## История
Море носит имя голландского мореплавателя, исследователя и торговца Абеля Янсзона Тасмана, первого европейца, который достиг Тасмании и Новой Зеландии в 1642 году. Впоследствии английский мореплаватель Джеймс Кук более подробно исследовал Тасманово море в 1770-х годах во время своей первой кругосветной экспедиции.
В феврале 1876 года был проложен первый подводный кабель связи «Тасман», позволяющий осуществлять телеграфную связь с остальным миром.
В январе 1928 года Монкрифф и Худ первыми попытались совершить транс-тасмановый перелёт, но бесследно исчезли во время этой попытки. В сентябре того же года сэр Чарльз Кингсфорд Смит и его команда из трёх человек совершили первый успешный полёт над морем.
Первым человеком, который в одиночку проплыл по морю, был Колин Куинси в 1977 году. Следующий успешный сольный переход был совершён его сыном Шоном Куинси в 2010 году.

## Берега и острова

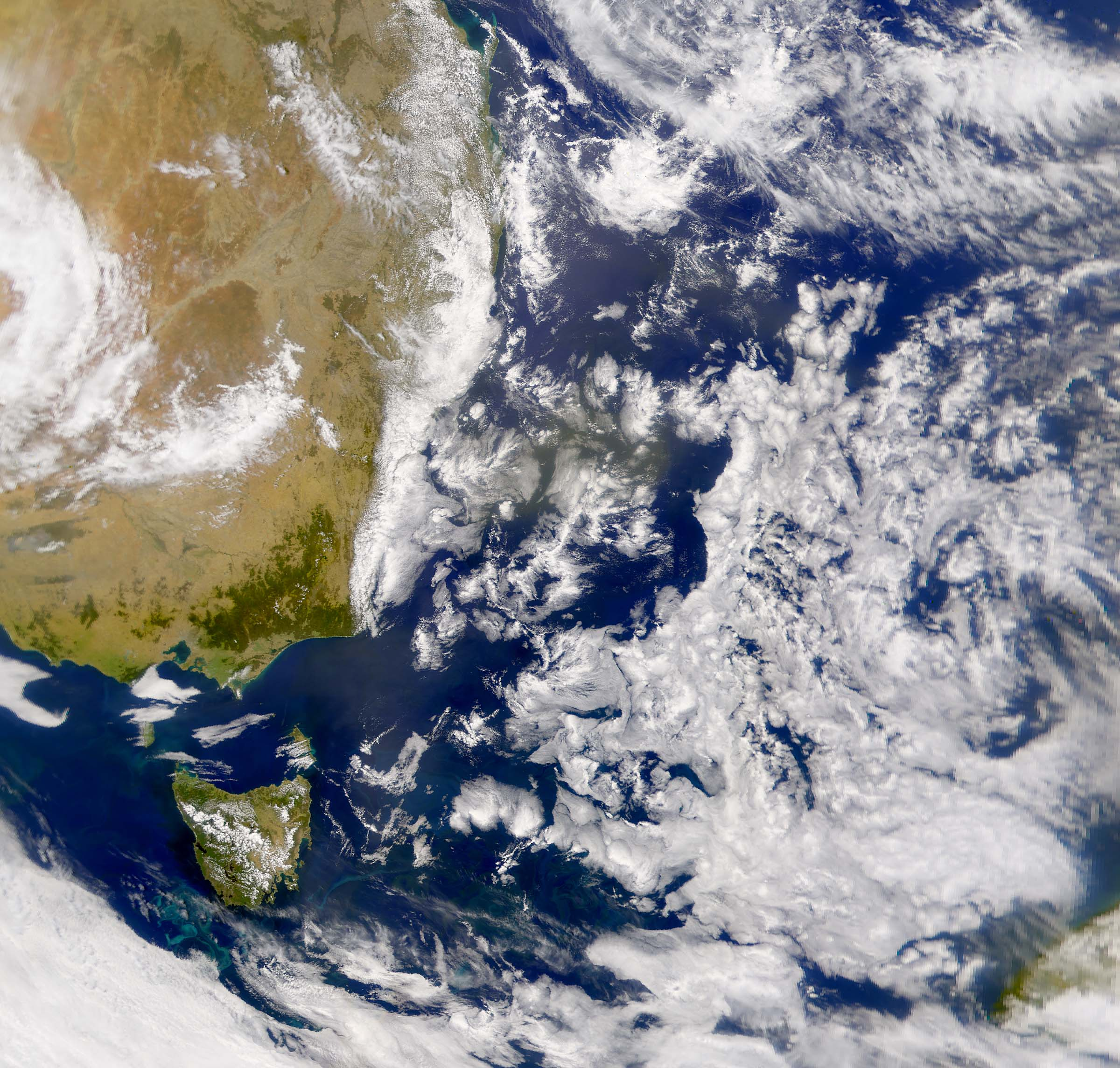
Тасманово море, вид из космоса

В акватории Тасманова моря расположено несколько изолированных островных групп, которые находятся на достаточно большом удалении от Австралии и Новой Зеландии:
- Лорд-Хау и окружающие его острова[11];
- Болс-Пирамид[12];
- Остров Норфолк, расположенный на самом севере Тасманова моря в месте его теоретической границы с Коралловым морем.

Все эти группы островов принадлежат Австралии.
Береговая линия материка и острова Новая Зеландия изрезаны слабо. Здесь почти нет сколь-нибудь значительных неровностей, отсутствуют большие заливы. Дно у побережий островов и материка преимущественно песчаное, на юге преобладают атоллы кораллового происхождения. Грунт дна глубоководных участков моря глинистый и глинисто-песчаный.

## Гидрология
Солёность Тасманова моря: 35-35,5 ‰. Приливы достаточно высокие, местами превышают 5 м. Рельеф дна сложный, множество хребтов, поднятий, котловин и впадин. Морское дно состоит из глобигеринового ила.

## Климат
Акватория Тасманского моря находится в трёх климатических поясах, на севере преобладает тропический климат, на юге погодные условия выражены не так ярко. Поэтому разные районы моря имеют разные погодные условия. Температурно-климатическую разницу поверхностных вод сглаживает тёплое Восточно-Австралийское течение. Всё же, когда в летний период верхний слой воды на севере Тасманова моря прогревается до +27 градусов С, то в южные районы моря показывают лишь до +15 градусов С. Зимой в южных районах вода может охлаждаться до +9 градусов С. Южную оконечность моря захватывает пролегающее здесь мощное холодное течение Западных Ветров. Оно несколько охлаждает и перемешивает воды в этой части Тасманова моря. Иногда до моря могут доплывать остатки айсбергов от побережья Антарктиды.

## Флора и фауна
Поскольку море расположено в различных климатических поясах, то его флора и фауна в разных районах имеет отличия. Глубоководный исследовательский корабль RV Tangaroa исследовал Тасманово море и обнаружил около 500 видов рыб и 1300 видов беспозвоночных. Исследователи также обнаружили зуб мегалодона, вымершей акулы.
Северная часть моря находится вблизи тропиков. Она имеет сходство (по составу животного и растительного мира) с соседним Коралловым морем. Встречаются острова с коралловыми постройками и атоллы. Флора представлена малым количеством водных растений и водорослей, несмотря на то, что видовой состав растительности достаточно богатый. Зоопланктон — незначительное количество медуз, мелких ракообразных и личинок.
Возле островов в южной части моря растительность отличается более богатым ареалом в количественном выражении. Возле берегов много различных видов водорослей, представленных зарослями многоклеточных организмов — бурых, красных и зелёных. По мере продвижения на юг, в поверхностных водах Тасманова моря заметно увеличивается содержание фитоводорослей и зоопланктона в виде микроскопических рачков — криля.
Фауна Тасманова моря представлена большим количеством акул, которое по видовому составу не уступает соседнему Коралловому морю. В южной части и над глубоководными котловинами акулы встречаются реже. Тем не менее, и здесь можно увидеть таких грозных хищниц, как большая белая акула, мако, синяя, длинноплавниковая океаническая, молотоголовых. Рифовые акулы встречаются среди коралловых рифов, здесь же можно увидеть донных акул
Коралловые сообщества привлекают типичных представителей животного мира океана, проживающих среди кораллов. Китообразных (полосатиковых китов, кашалотов и касаток) привлекает планктон. В южной части моря много стайных рыб. Промысловые виды — тунец, ставрида, скумбрия, сайра, сельдь, камбала.
Среди других крупных рыб, обитающих в Тасмановом море, можно отметить знаменитого тунцелова и рекордсмена по скорости плавания — меч-рыбу, а также парусников.

## Галерея

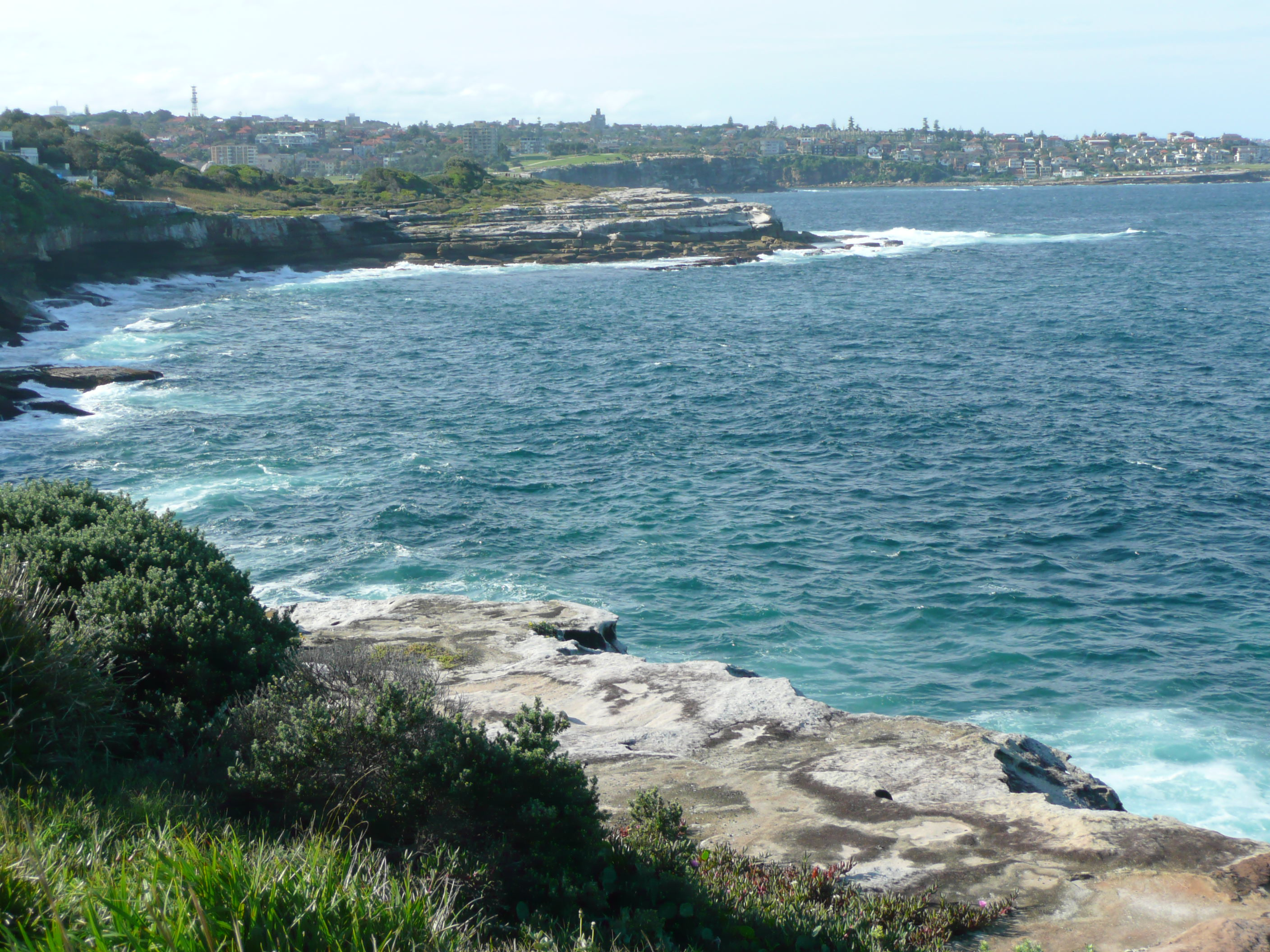
Город Южный Куги.
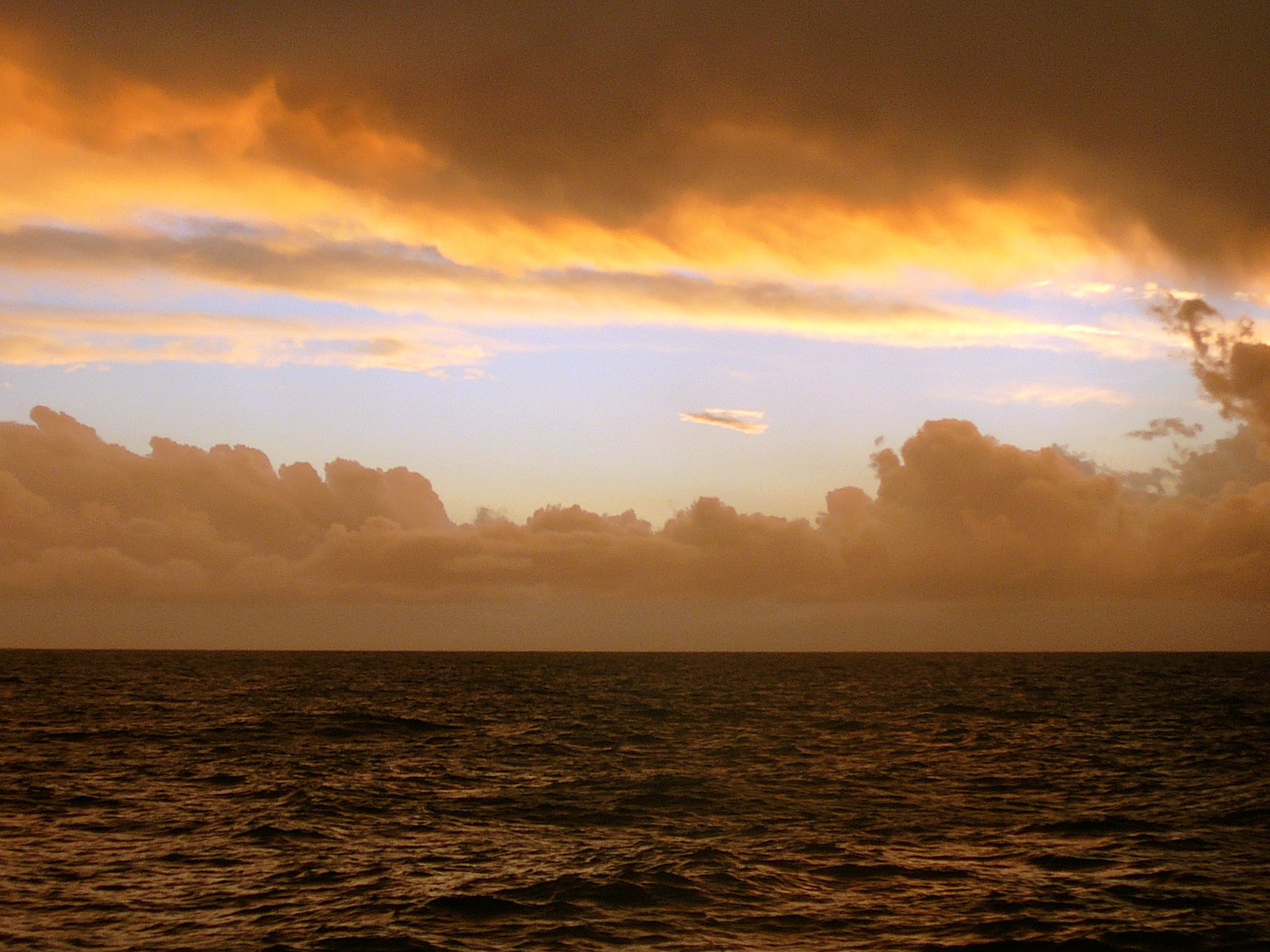
Закат над морем.
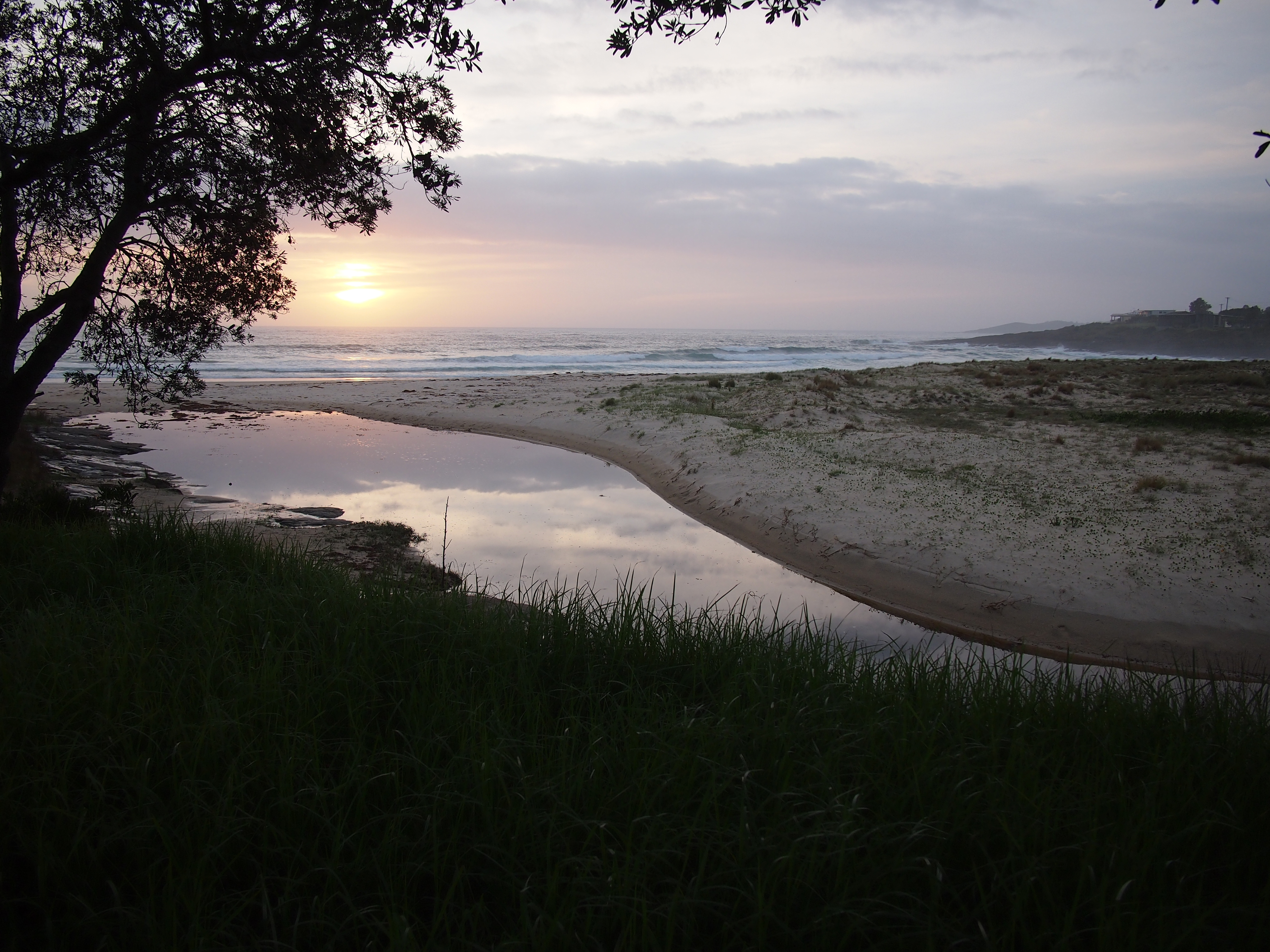
Восход на море, февраль.
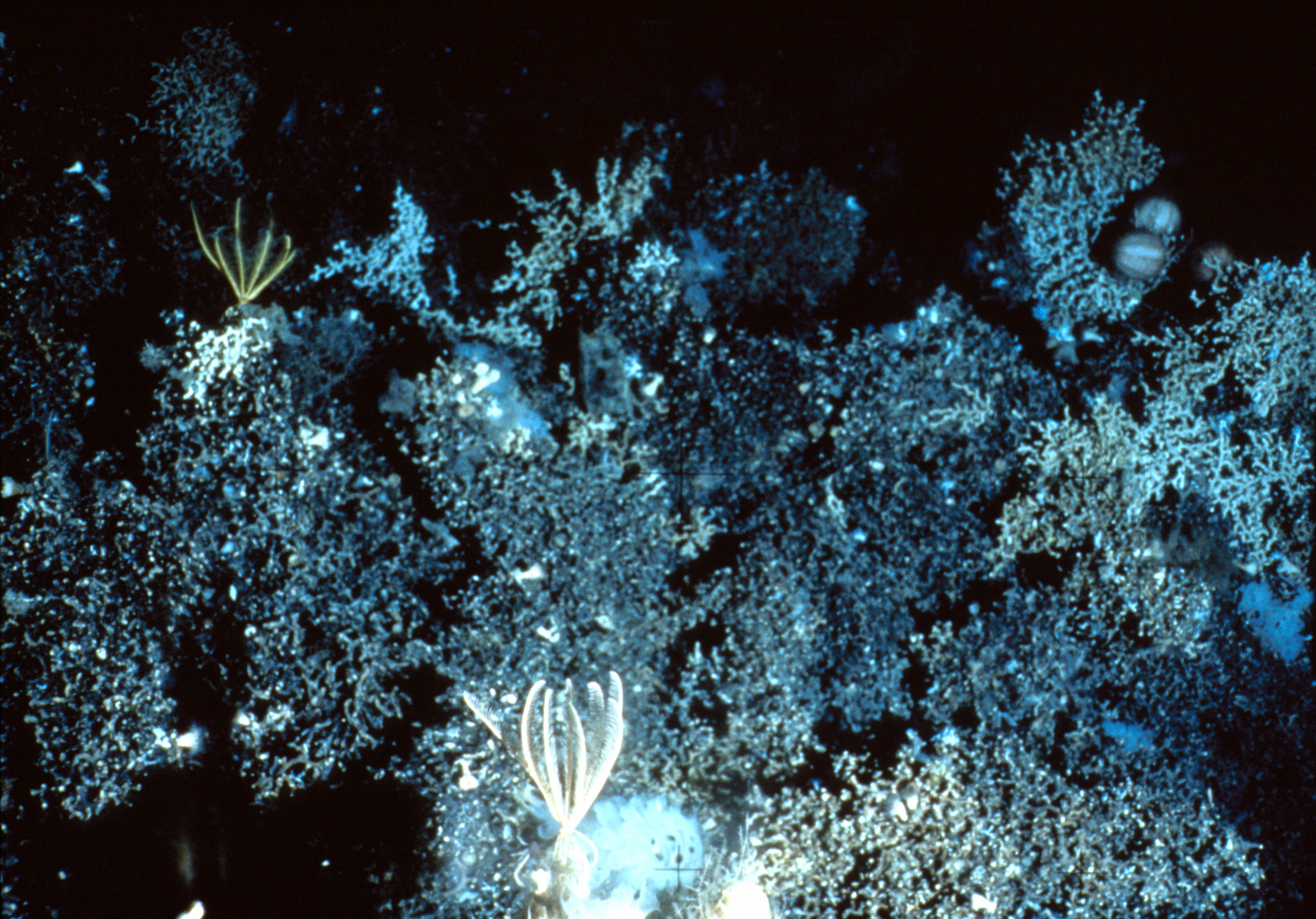
Морские ежи и кораллы на дне Тасманова моря.
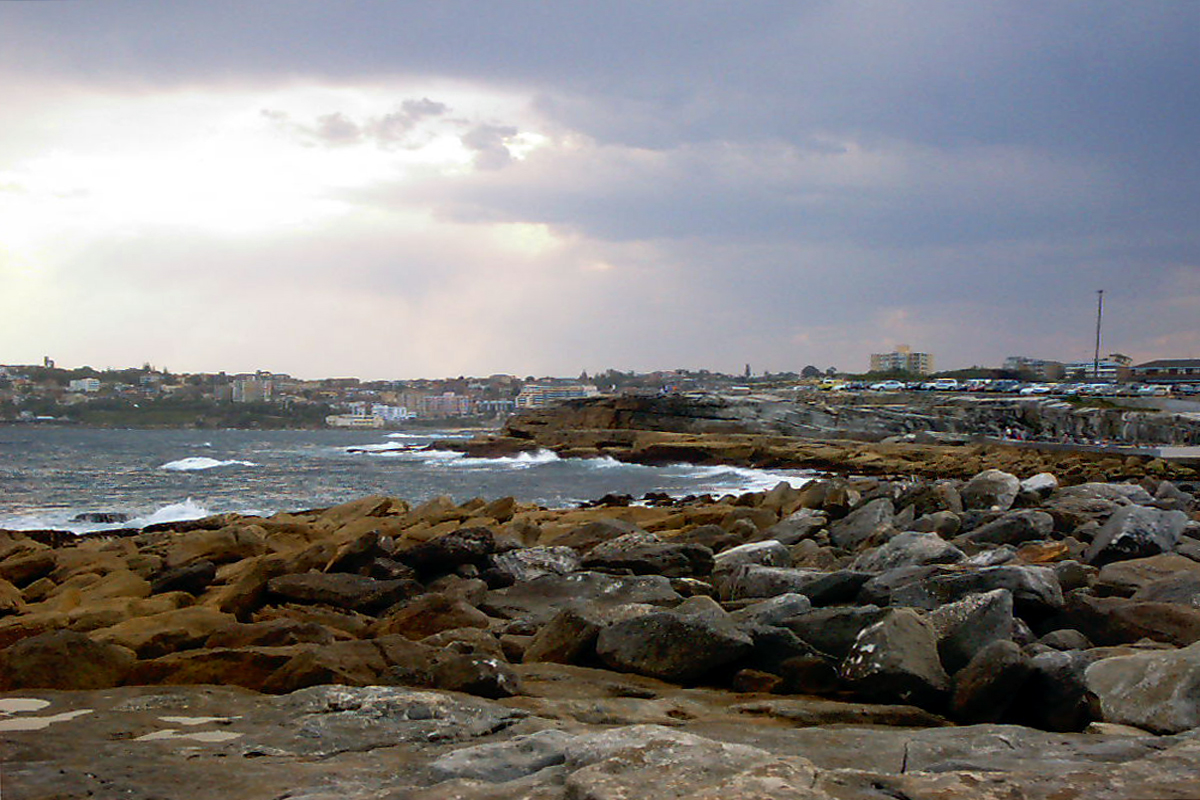
Сидней.
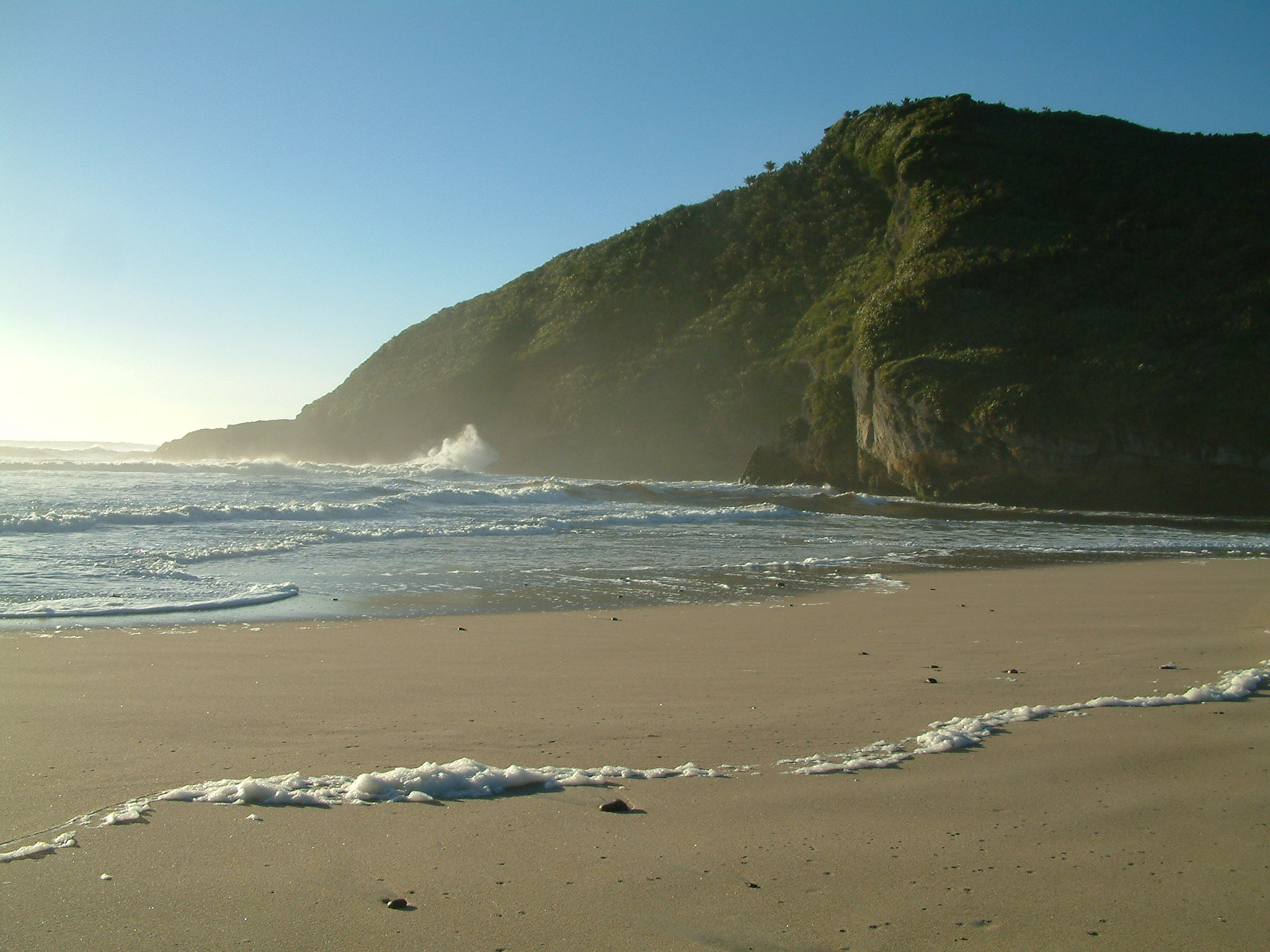
Мраморная гора на берегу Тасманова моря.
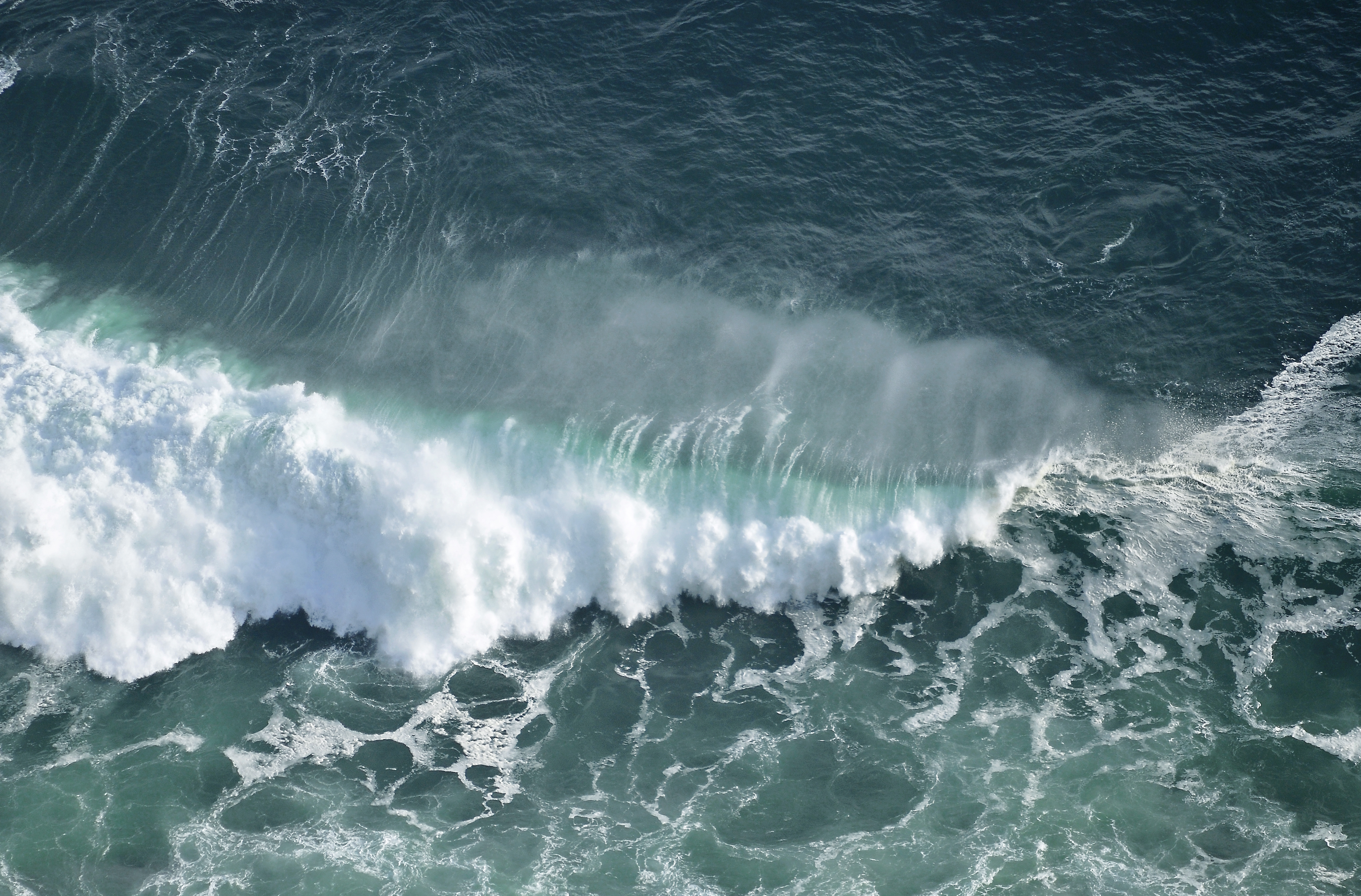
Волны Тасманова моря.

## Публикации
- Rotschi, H.; Lemasson, L. Oceanography of the Coral and Tasman Seas (англ.) // Oceanogr Marine Biol Ann Rev. — 1967.